# Аньолини
Аньолини (на италиански: Agnolini) са вид италианска яйчена паста, произхождаща от провинция Мантуа (на мантуански диалект: agnulìn или agnulì).
Рецептата е публикувана за първи път през 1662 г. от Бартоломео Стефани – готвач в двора на Гондзага в неговата книга „Изкуството да се готви добре“ (L'arte di ben cucinare) и се предава от поколение на поколение в семействата.
Те са основната супа в празничната мантуанска кухня. Традицията на Мантуа гласи, че на Бъдни вечер семейството се събира, за да яде аньолините, които се консумират на Коледа с обилен пармезан в бульон от варено кокоше месо и в bevr'in vin (от мантовански: „да пиеш във вино“), наречена още Sorbir d’agnoli (от мантуански: „на малки глътки“) – вид мантуанска супа, служеща за предястие. Супата, към която се добавя червено вино, обикновено Ламбруско (на мантуански: Lambrùsk), поставя началото на коледния обяд.
Аньолините се различават от класическите емилиански тортелини, на които приличат както по съставките на тестото,  така и по формата.